# Electron beam ion trap
En física, EBIT es el acrónimo de electron beam ion trap, o trampa de iones por haz electrónico. Se trata de un aparato que permite ionizar átomos, generando iones de carga positiva que quedan atrapados por el campo eléctrico que los mismos electrones inducen por su carga negativa. Es un dispositivo compacto que permite alcanzar los estados de carga iónicos más altos, llegando a poder arrancar todos sus electrones aun a los elementos más pesados, incluido el uranio hasta el nivel U92+, o sea dejando el núcleo desnudo de electrones. El exponente acompañando al símbolo químico indica aquí el número de cargas positivas que porta el ion, y por lo tanto, el número de electrones que ha perdido el átomo original. Otro ejemplo clásico sería el ion de hierro Fe13+, que domina el espectro de la corona solar debido a la fuerte línea espectral verde, con una longitud de onda de 530,3 nanómetros que este ion emite. Por este motivo, la raya ya fue detectada durante el eclipse solar total de 1869, aunque la explicación ´de su origen hubo de esperar al desarrollo de la física atómica en el siglo XX. Estos iones se denominan iones de alto estado de carga, en la literatura anglosajona highly charged ions (HCI).
El principio básico es el uso de un haz de electrones de una intensidad alta en una cámara de alto vacío, que se enfoca por medio de un fuerte campo magnético, concentrándolo en un diámetro de menos de una décima de milímetro. Los electrones son acelerados por potenciales eléctricos positivos de hasta 200000 voltios, alcanzando la zona central con una energía suficiente para ionizar por impacto átomos allí introducidos previamente. Estas colisiones son muy frecuentes, dada la intensidad del haz de electrones, y producen inmediatamente iones positivos al hacer perder a los átomos parte de su corteza electrónica. Los iones permanecen atrapados en el interior del haz electrónico o en sus cercanías por virtud de su carga positiva, que se ve atraída por las cargas negativas del haz. Este eficaz confinamiento permite prolongar la acción ionizadora de los electrones por periodos de tiempo de hasta varios minutos, con el resultado de que todos aquellos electrones del átomo que están ligados al núcleo con una energía de ionización inferior a la energía cinética de los electrones del haz puedan ser liberados en sucesivas colisiones. A medida que el átomo pierde más y más electrones, la energía de ionización de los electrones ligados remanentes aumenta considerablemente, exigiendo esto la aplicación de voltajes de aceleración elevados. Para evitar una evasión de los iones de alto estado de carga ya producidos del ámbito de la trampa en la dirección del haz, una serie de electrodos de forma anular crean un campo electrostático con un mínimo de potencial en la zona central de la trampa, en el que los iones se acumulan. 
El número de iones almacenado suele ser del orden de un millón, contenidos en un volumen cilíndrico de unas décimas de milímetro de diámetro y una longitud de pocos centímetros. Lás cámaras de alto vacío utilizadas han de cumplir requisitos muy estrictos en cuanto a la calidad del vacío alcanzada para evitar la destrucción de iones por colisiones con gases residuales. En general, el interior de los recipientes y los electrodos son refrigerados a temperaturas próximas al punto de licuefacción del helio, o sea 4 K, consiguiendo así condensar prácticamente todos los residuos no extraídos por la bomba de vacío. De esta forma se llega a alcanzar un nivel de vacío similar a las regiones más densas del medio interestelar. 

Esquema básico de una EBIT. En rojo: fuente de electrones, en negro: electrodos, en verde: imán superconductor. El haz de electrones (en azul) produce y acumula iones positivos en el centro del aparato.

Los iones de alto estado de carga confinados en la trampa son investigados con instrumentación adecuada, tal y como por medio de espectrómetros y detectores de rayos X, y todo tipo de espectroscopios. De esta forma se consigue recrear en el laboratorio las condiciones de la materia en plasmas a temperaturas muy elevadas de hasta más de 100 millones de kelvin, tal y como reinan en el ámbito de la corona solar, el interior del Sol, las nubes interestelares, los restos de supernovas, y las nebulosas planetarias. Desde su introducción, el uso de dispositivos EBIT ha servido para producir una gran cantidad de datos científicos relacionados con la astrofísica y los plasmas utilizados en los reactores de fusión termonuclear por confinamiento magnético para controlar la fusión nuclear y aprovecharla como fuente de energía. También se prevén algunas posibles aplicaciones comerciales a la microlitografía y tratamiento nanoscópico de superficies por HCI. 
Un aspecto muy importante es el estudio de la electrodinámica cuántica del electrón ligado a núcleos pesados y sometido por a los poderosos campos eléctromagnéticos nucleares. Los desplazamientos de Lamb (Efecto Lamb) de estos iones crecen con la cúarta potencia del número atómico y llegan a alcanzar valores de 470 electrón voltios, millones de veces mayores que los medibles en el estado neutral del átomo. Este incremento del efecto Lamb permite investigar aspectos de la teoría electrodinámica cuántica para los cuales la teoría aún no ha alcanzado el grado de certidumbre al que se aspira, ya que la teoría perturbativa aplicada normalmente a las correcciones radiativas como la polarización del vacío y la autoenergía del electrón pierde aquí sus propiedades de convergencia. 
Actualmente existen aproximadamente una docena de dispositivos EBIT de alta potencia en laboratorios de todo el mundo. El modelo original  fue desarrollado por Morton Levine y Ross Marrs en el Lawrence Livermore National Laboratory, Livermore (Estados Unidos), y entró en operación en 1986. De éste existen copias en la universidad de Oxford, en los laboratorios del NIST en Gaithersburg, en Berkeley y en Berlín. Posteriores modelos fueron desarrollados y operan en Tokio, MPIK Heidelberg, Shanghái y Estocolmo. Actualmente ya ha aparecido una versión comercial miniaturizada con prestaciones reducidas.